# Lista de vereadores de Cantagalo (Rio de Janeiro)
Esta é a lista de vereadores de Cantagalo, município brasileiro do estado do Rio de Janeiro.
A Câmara Municipal de Cantagalo é formada por onze representantes. O prédio da Câmara chama-se Edifício Ruth Farah Nacif Lutterback.A sala de sessões chama-se Patrono Cívico Tiradentes.

## Legislatura de 2021–2024
Estes são os vereadores eleitos nas eleições de 15 de novembro de 2020, pelo período de 1° de janeiro de 2021 a 31 de dezembro de 2024:
| Mesa Diretora (2021-2022)           |                       |                        |                           |
| Nome                                | Início do mandato     | Fim do mandato         | Cargo                     |
| Paulo Henrique Ferreira (PP)        | 1º de janeiro de 2021 | 31 de dezembro de 2022 | Presidente da Câmara      |
| Carlos Tadeu da Silva Leite (PATRI) | 1º de janeiro de 2021 | 31 de dezembro de 2022 | Vice-presidente da Câmara |
| Ocimar Merim Ladeira (PATRI)        | 1º de janeiro de 2021 | 31 de dezembro de 2022 | 1º Secretário             |
| Ozéas da Silva Pereira (PROS)       | 1º de janeiro de 2021 | 31 de dezembro de 2022 | 2º Secretário             |

|    | Nome                                                                   | Partido                                    | Votos | %    | Observações |
| -- | ---------------------------------------------------------------------- | ------------------------------------------ | ----- | ---- | ----------- |
| 1  | Ademir Pontes Diniz, Ademir Mikim (Cantagalo, 21.12.1969–)             | Progressistas (PP)                         | 652   | 5,49 | 1º mandato  |
| 2  | Graziel Alcino Carvalho Quindeler (Cantagalo, 06.04.1965–)             | Progressistas (PP)                         | 553   | 4,66 | 1º mandato  |
| 3  | Ciro Fernandes Pinto (Cantagalo, 18.06.1969–)                          | Partido Social Democrático (PSD)           | 444   | 3,74 | 3º mandato  |
| 4  | Ocimar Merim Ladeira, Pulunga (Cantagalo, 06.05.1969–)                 | Patriota (PATRI)                           | 429   | 3,62 | 3º mandato  |
| 5  | Matheus Lucas de Arruda Câmara (São Gonçalo, 25.01.1995–)              | Progressistas (PP)                         | 375   | 3,16 | 1º mandato  |
| 6  | José Augusto Filho, Zé da Uta (Cantagalo, 21.02.1966–)                 | Partido Social Liberal (PSL)               | 373   | 3,14 | 3º mandato  |
| 7  | Paulo Henrique Ferreira, Paulinho (2021-2022) (Cantagalo, 04.01.1965–) | Progressistas (PP)                         | 339   | 2,86 | 2º mandato  |
| 8  | Ozéas da Silva Pereira (Cantagalo, 26.11.1975–)                        | Partido Republicano da Ordem Social (PROS) | 339   | 2,86 | 2º mandato  |
| 9  | Sérgio Silva Campanate, Serginho Campanate (Cantagalo, 29.04.1966–)    | Partido Social Democrático (PSD)           | 315   | 2,65 | 2º mandato  |
| 10 | Aline Ramos Bernal Monteiro (Rio de Janeiro, 23.10.1988–)              | Progressistas (PP)                         | 304   | 2,56 | 1º mandato  |
| 11 | Carlos Tadeu da Silva Leite (Cantagalo, 24.10.1964–)                   | Patriota (PATRI)                           | 299   | 2,52 | 3º mandato  |

## Legislatura de 2017–2020
Estes são os vereadores eleitos nas eleições de 2 de outubro de 2016, pelo período de 1° de janeiro de 2017 a 31 de dezembro de 2020:
|    | Nome                                                                           | Partido                                            | Votos | %    | Observações |
| -- | ------------------------------------------------------------------------------ | -------------------------------------------------- | ----- | ---- | ----------- |
| 1  | Emanuela Teixeira Silva, Manuela do Paraíba (Cantagalo, 16.08.1976–)           | Partido do Movimento Democrático Brasileiro (PMDB) | 1.001 | 7,85 | 2º mandato  |
| 2  | Ralfy Matias Moreira (Cantagalo, 09.12.1976–)                                  | Partido Progressista (PP)                          | 845   | 6,63 | 1º mandato  |
| 3  | João Bôsco de Paula Bon Cardoso, Professor João Bôsco (Cantagalo, 16.10.1966–) | Partido Verde (PV)                                 | 781   | 6,12 | 1º mandato  |
| 4  | Hugo de Azevedo Guimarães (Cantagalo, 20.04.1983–)                             | Partido Trabalhista do Brasil (PTdoB)              | 773   | 6,06 | 1º mandato  |
| 5  | Ozéas da Silva Pereira (Cantagalo, 26.11.1975–)                                | Partido Socialista Brasileiro (PSB)                | 758   | 5,94 | 1º mandato  |
| 6  | José Augusto Filho, Zé da Uta (Cantagalo, 21.02.1966–)                         | Partido Social Liberal (PSL)                       | 563   | 4,41 | 2º mandato  |
| 7  | Carlos Tadeu da Silva Leite (Cantagalo, 24.10.1964–)                           | Democratas (DEM)                                   | 522   | 4,09 | 2º mandato  |
| 8  | Sérgio Silva Campanate, Serginho Campanate (Cantagalo, 29.04.1966–)            | Partido Republicano da Ordem Social (PROS)         | 488   | 3,83 | 1º mandato  |
| 9  | Paulo Henrique Ferreira, Paulinho (Cantagalo, 04.01.1965–)                     | Partido do Movimento Democrático Brasileiro (PMDB) | 481   | 3,77 | 1º mandato  |
| 10 | Ciro Fernandes Pinto (Cantagalo, 18.06.1969–)                                  | Partido Humanista da Solidariedade (PHS)           | 420   | 3,29 | 2º mandato  |
| 11 | Ocimar Merim Ladeira, Pulunga (2017-2020) (Cantagalo, 06.05.1965–)             | Partido Social Democrático (PSD)                   | 405   | 3,18 | 2º mandato  |

## Legislatura de 2013–2016
Estes são os vereadores eleitos nas eleições de 7 de outubro de 2012, pelo período de 1° de janeiro de 2013 a 31 de dezembro de 2016:
|    | Nome                                                                          | Partido                                  | Votos | %    | Observações |
| -- | ----------------------------------------------------------------------------- | ---------------------------------------- | ----- | ---- | ----------- |
| 1  | Rafael Silva Carvalhaes (Cantagalo, 13.12.1975–)                              | Partido Social Liberal (PSL)             | 838   | 6,08 | 1º mandato  |
| 2  | Homero Ecard Roque, Homerinho da Saúde (2015-2016) (Nova Iguaçu, 04.03.1966–) | Partido Socialista Brasileiro (PSB)      | 782   | 5,68 | 1º mandato  |
| 3  | José Augusto Filho, Zé da Uta (Cantagalo, 21.02.1966–)                        | Partido Social Liberal (PSL)             | 764   | 5,55 | 1º mandato  |
| 4  | Ocimar Merim Ladeira, Pulunga (Cantagalo, 06.05.1965–)                        | Partido Social Democrático (PSD)         | 682   | 4,95 | 1º mandato  |
| 5  | Ciro Fernandes Pinto (Cantagalo, 18.06.1969–)                                 | Partido da República (PR)                | 664   | 4,82 | 1º mandato  |
| 6  | Renata Huguenin de Souza (2013-2014) (Cantagalo, 18.05.1968–)                 | Partido Social Cristão (PSC)             | 593   | 4,30 | 1º mandato  |
| 7  | Emanuela Teixeira Silva, Manuela (Cantagalo, 16.08.1976–)                     | Partido Humanista da Solidariedade (PHS) | 518   | 3,76 | 1º mandato  |
| 8  | Antonio Geraldo Moura Lima (Carmo, 01.02.1942–)                               | Partido Progressista (PP)                | 480   | 3,48 | 1º mandato  |
| 9  | Carlos Tadeu da Silva Leite (Cantagalo, 24.10.1964–)                          | Partido Socialista Brasileiro (PSB)      | 427   | 3,10 | 1º mandato  |
| 10 | Sebastião Carvalho Cesário, Tião Carne Seca (Cantagalo, 26.11.1966–)          | Partido Socialista Brasileiro (PSB)      | 410   | 2,98 | 1º mandato  |
| 11 | Jorge Carlos Carvalho Quindeler (Cantagalo, 24.01.1964–)                      | Partido Progressista (PP)                | 391   | 2,84 | 1º mandato  |

## Legenda
| Cor  | Significado          |
| Bege | Presidente da Câmara |
| Azul | Suplente             |